# Раевка (Молодечненский район)
Раевка (бел. Раёўка) — деревня в Молодечненском районе Минской области Беларуси. В составе Чистинского сельсовета.

## География
Пролегают дороги Н-9116, Н-22819.
Ближайшие населённые пункты Великий Бор (Радошковичский сельсовет Молодечненский район), Повязынь, Тёсны (Хотенчицкий сельсовет Вилейский район),

### Гидрография
Река Рыбчанка. Рядом канал Вилейско-Минской водной системы.

## История

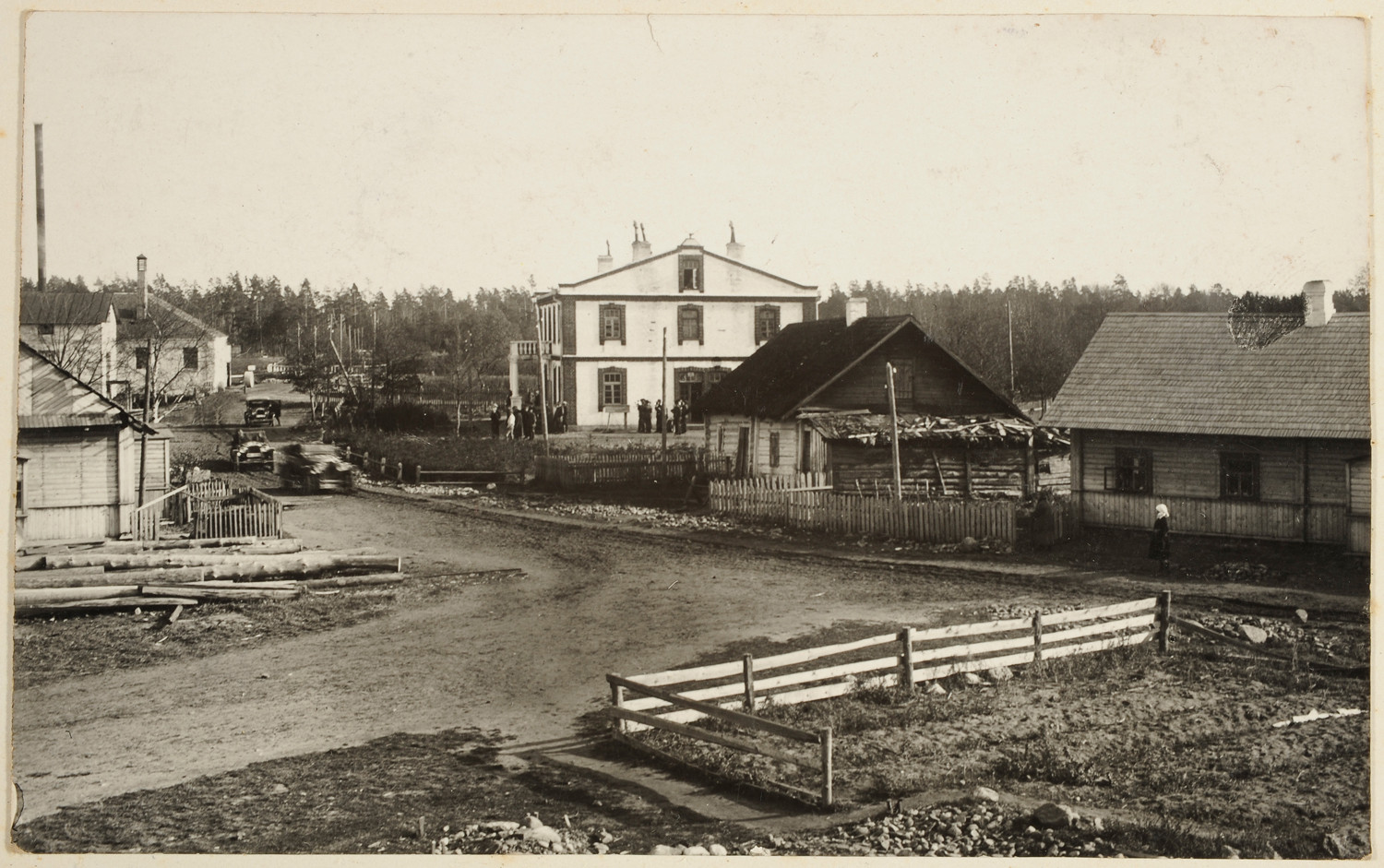
Исторический снимок жилого здания, который сохранился до наших дней

В 1905 году в Хотенчицкой волости Вилейского уезда Виленской губернии.
С 1921 года — застенок и имение в составе гмины Хотенчицы Вилейского уезда Виленского воеводства Польской Республики.
В 1939 году Раевка вошла в БССР. С 4 декабря 1939 года — в составе Вилейской области. С 15 января 1940 года — в составе Ильянского района. С 12 октября 1940 года — в составе Ильянского сельсовета. С 20 сентября 1944 года — в составе Молодечненской области.
С 24 июля 1957 года — в составе Молодечненского района. С 20 января 1960 года — в составе Минской области.
С 24 июля 1957 года по 28 мая 2013 года — в составе Красненского сельсовета.
28 июня 2013 года Раевка передана в состав Чистинского сельсовета.

### Картонная фабрика
В 1889 году помещик Иван Григорович построил над речкой Рыбченко небольшой крахмальный завод.
В 1898 году немецкие арендаторы объединения «Гиталик-Цейтлинг» привезли из Германии винтовой дефибрер и двухформатную попмашину, и перестроили крахмальный завод в картонную фабрику.
В 1920 году фабрика перешла к новому владельцу — Михаилу Богдановичу. В 1927 году он открыл лесозавод, выпускавший 6-7 кубометров лесоматериала, которые, в свою очередь, поставлялись в Германию, Францию, Англию. На фабрике работали 60 человек, на лесозаводе — 120 человек. В то время фабрика выпускала 500—600 тонн картона в год.
В 1939 году после национализации — картонная фабрика «17 Сентября» Всесоюзного белорусского треста целлюлозной и бумажной промышленности.
В 2000-х годах картонная фабрика обанкротилась.

## Население

### Численность
- 2019 год — 464 жителей

### Динамика
- 1921 год — 104 жителей, 14 дворов[7]
- 1931 год — 327 жителей, 19 дворов[8]
- 1999 год — 763 жителей (перепись населения)
- 2009 год — 527 жителей (перепись населения)[3]
- 2019 год — 464 жителей (перепись населения)

## Инфраструктура
Библиотека, базовая школа, Дом культуры.

## Достопримечательность
- Здание школы
- Часовня
- Водно-болотный заказник местного значения «Чисть»

### Памятник, скульптура
- Памятник в честь бригады имени Фрунзе, которые действовали в годы Второй мировой войны около деревни

## Галерея

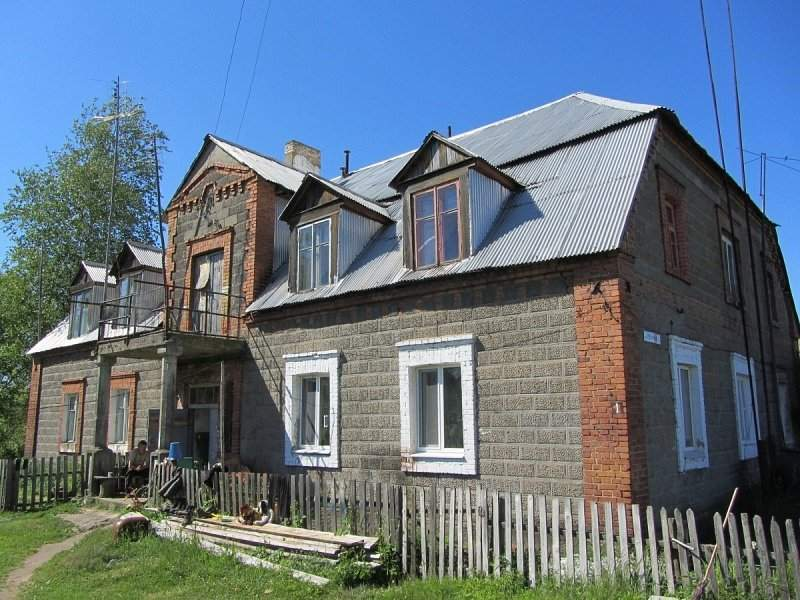
Многоквартирный дом, 1928 год
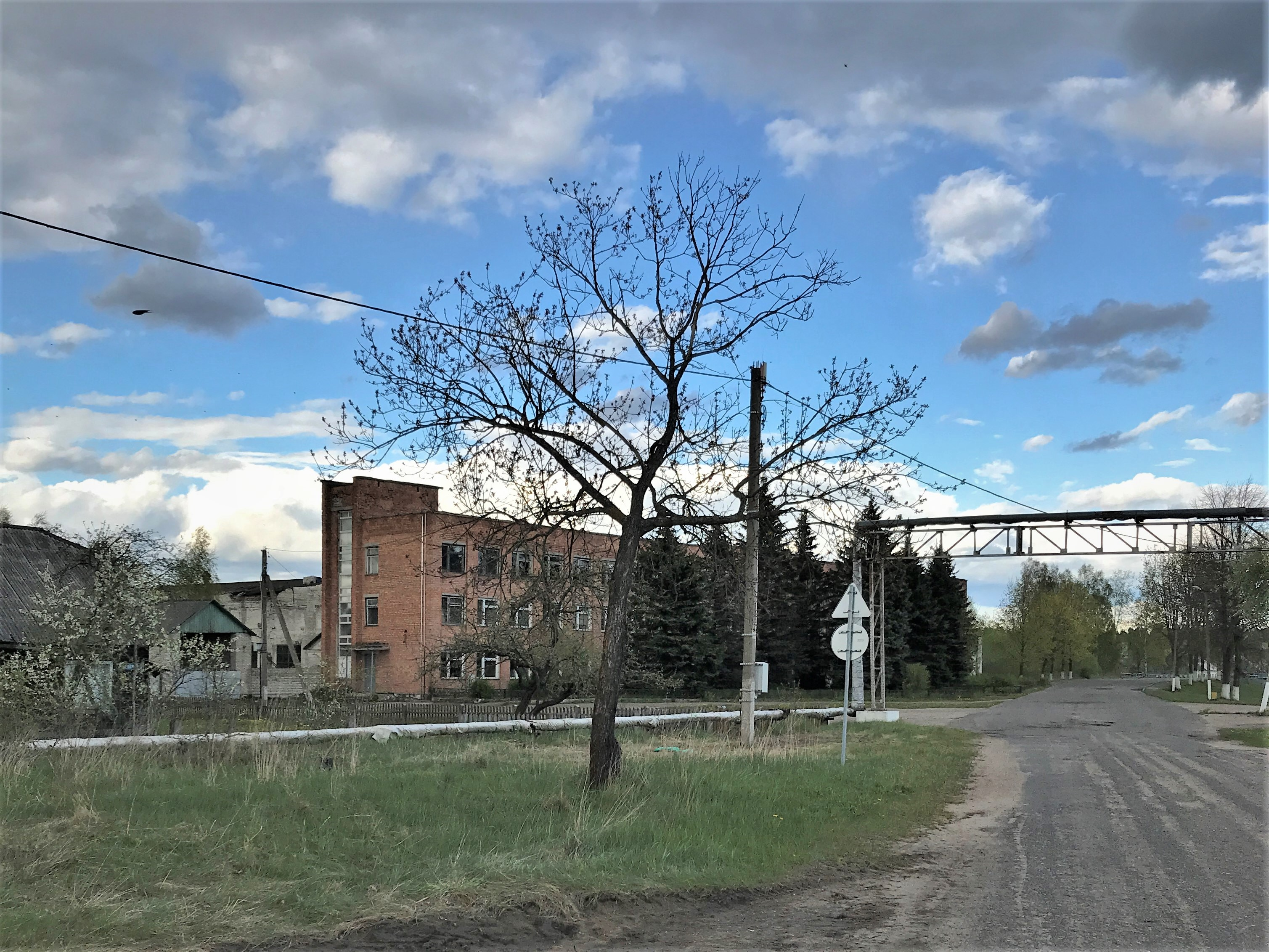
Здание картонажной фабрики
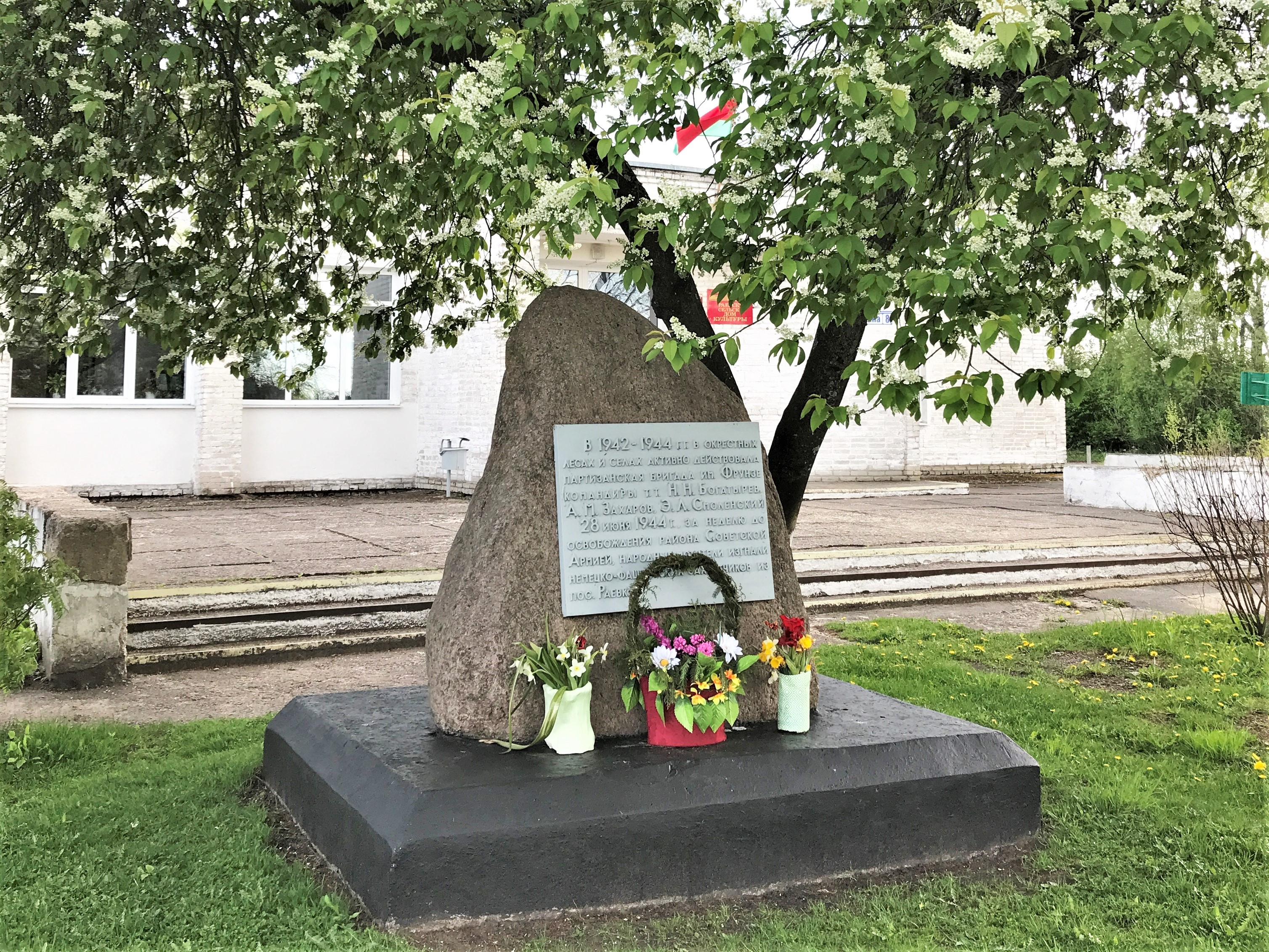
Памятник в честь бригады имени Фрунзе
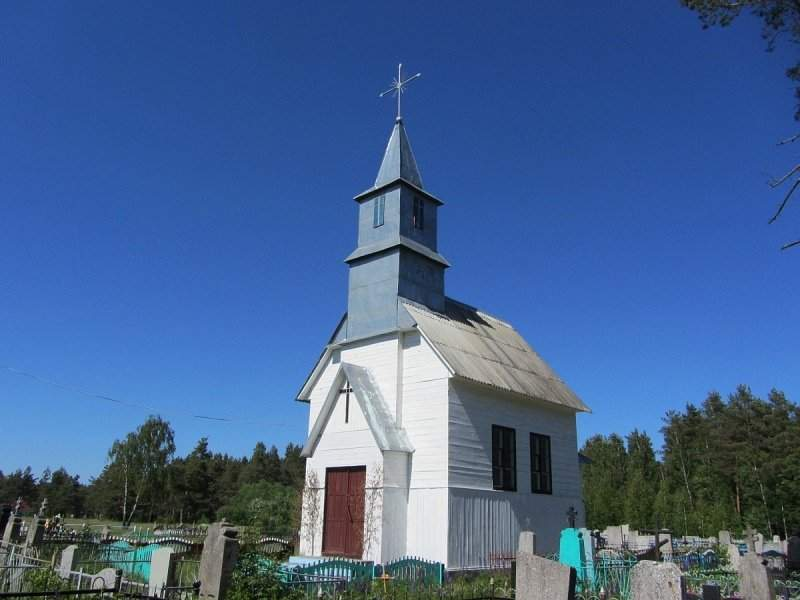
Часовня